# Rhyparobia grandis
Rhyparobia grandis är en kackerlacksart som först beskrevs av Henri Saussure 1873.  Rhyparobia grandis ingår i släktet Rhyparobia och familjen jättekackerlackor. Inga underarter finns listade i Catalogue of Life.